# NGC 4749
NGC 4749 (другие обозначения — UGC 8006, MCG 12-12-20, ZWG 335.26, IRAS12493+7154, PGC 43527) — спиральная галактика (Sb) в созвездии Дракона. Открыта Уильямом Гершелем в 1793 году.
Этот объект входит в число перечисленных в оригинальной редакции «Нового общего каталога».
Галактика обращена к наблюдателю краем диска. При визуальном наблюдении в любительский телескоп выглядит как хорошо очерченная полоска света, ориентированная с юго-юго-востока на северо-северо-запад, с весьма слабым балджем в середине и очень широкой более светлой полосой вдоль её главной оси, хотя ядра не видно. Вместе с NGC 4693 эта галактика, скорее всего, является членом группы галактик NGC 4750. Радиальная скорость: 1827 км/с. Расстояние: 81 млн световых лет. Диаметр: 40 тыс. световых лет.
У галактики наличествует как тонкий, так и толстый диск. Угловой радиус по изофоте 25 m/☐′′ составляет 47,5′′. Круговая скорость 167 км/с. Центральная концентрация массы пренебрежимо мала, масса газа 1,79 млрд M⊙, масса тонкого и толстого диска соответственно 28,80 и 13,18 млрд M⊙. Шкала высоты тонкого и толстого диска соответственно 1,1′′ и 3,8′′. 